# 90th Street-Elmhurst Avenue
90th Street-Elmhurst Avenue è una stazione della metropolitana di New York situata sulla linea IRT Flushing. La stazione, situata a Elmhurst, Queens, è servita dalla linea 7 Flushing Local, attiva 24 ore al giorno, 365 giorni l'anno.
Al 2013, con i suoi 5 513 135 passeggeri è la settantottesima stazione più trafficata del sistema.

## Storia
La stazione, costruita come parte del prolungamento della linea IRT Flushing da Queensboro Plaza a 103rd Street, venne inaugurata il 21 aprile 1917.

## Strutture e impianti

### Architettura
Entrambe le banchine laterali, che possiedono dei muri color beige, hanno delle pensiline marroni, con una struttura color rosso, sostenute da colonne, anch'esse rosse. Dove mancano le pensiline e i muri, ci sono delle ringhiere e dei lampioni con i cartelli indicanti il nome della stazione.

### Configurazione
La stazione di 90th Street-Elmhurst Avenue possiede due banchine laterali e tre binari; i due binari esterni sono utilizzati dalla linea 7 Flushing Local, quello centrale della linea 7 Flushing Express.
Le tre scale che conducono nel mezzanino, situato sotto il piano binari, sono site: due all'incrocio tra Roosevlet Avenue e 90th Street e la terza nello spiazzo triangolare creato da Roosevelt Avenue, Elmhurst Avenue e Case Street. Nel mezzanino si trovano i tornelli, situati a loro volta su due diversi lati, che portano ad una zona di attesa con le scale che conducono alle banchine.